# Kilcloon
Kilcloon ou Kilclone (en irlandais,Coill Chluana, bois de la prairie) est en même temps un village et une paroisse situés au sud-est du comté de Meath, en Irlande.
La paroisse de Kilcloon est essentiellement rurale et comprend le village de Kilcloon et ses voisins Batterstown et Mulhussey. L'église paroissiale se trouve au croisement de Ballynare dans  Kilcloon, avec des  chapelles à Kilcock et Batterstown.

## Vue d'ensemble
Le village de Kilcloon est centré sur Ballynare Cross Roads où se trouve l'église paroissiale. L'école nationale de Kilcloon est également située dans le village.
Le Central Statistics Office définit également Kilcloon comme une ville de recensement (ou « agglomération ») comptant 280 habitants au recensement de 2016.
La zone de recensement englobe une superficie beaucoup plus grande que le village (voir la carte plus bas).

## Paroisses

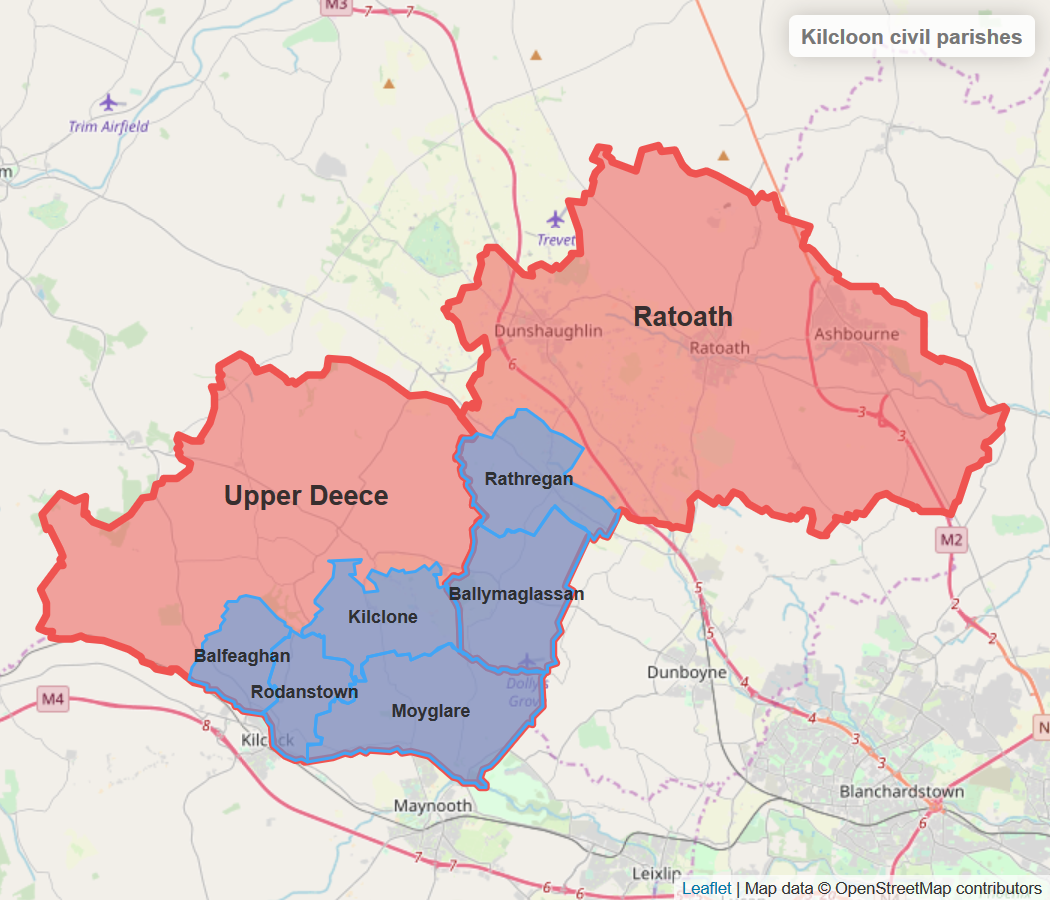
Paroisses civiles à Kilcloon.

La paroisse de Kilcloon est composée des six paroisses médiévales de Moyglare, Kilclone, Balfeighan, Rodanstown, Ballymaglassan et Rathregan.
La paroisse médiévale de Kilclone était à son tour composée des townlands de Kilclone, Pagestown, Mulhussey, Milltown, Longtown, Jenkinstown, Collistown, Barstown et Kimmin's Mill.
La paroisse médiévale de Kilclone était également connue sous le nom de Kilcloon et c'était le nom donné à l'union des six paroisses médiévales au XVIIIe siècle.
La paroisse moderne de Kilcloon se rapproche des  paroisses civiles qui avaient remplacé au XIXe siècle les paroisses médiévales à des fins de recensement et d'imposition. Par exemple , la paroisse civile de Kilclone n'inclut pas les villes de Jenkinstown et de Barstown.
Kilcloon est également défini comme une zone postale par An Post, bien qu'avec l'introduction des Eircodes en 2015, celle-ci a été intégrée à la clé de routage de l'A85 (Dunshaughlin). La zone postale de Kilcloon ne couvre qu'une partie de la paroisse de Kilcloon (voir les cartes ci-dessous).

## Cartes

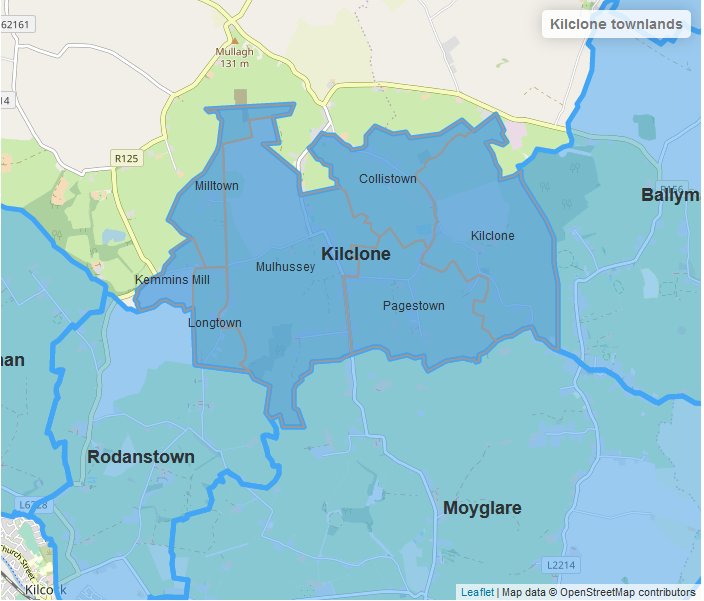
Paroisses civiles et townlands.
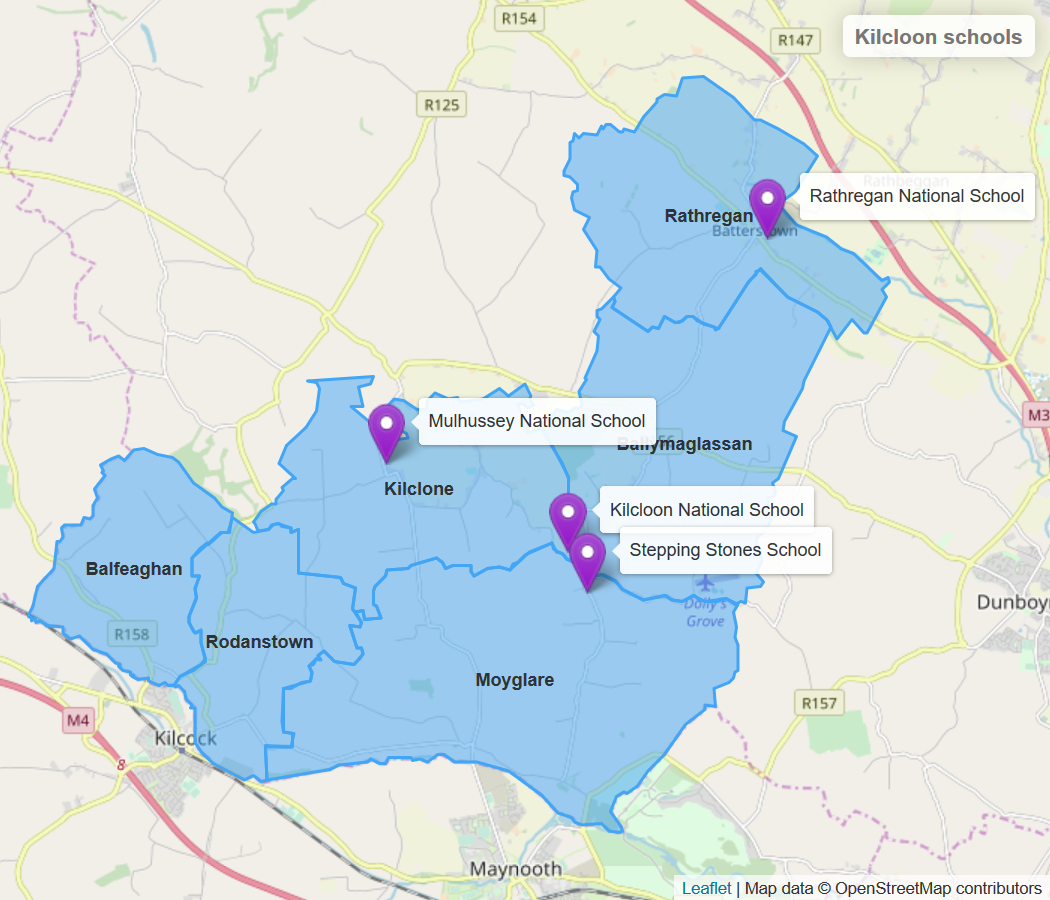
Écoles.
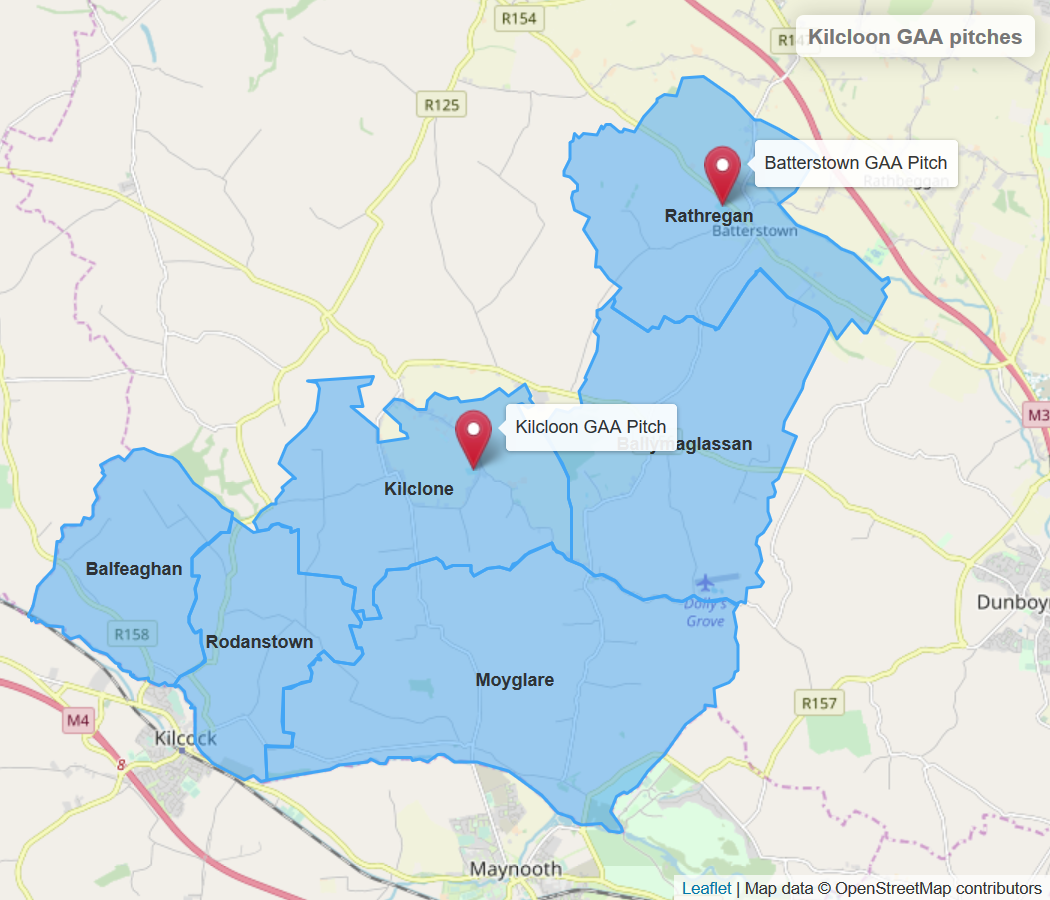
Terrains GAA.
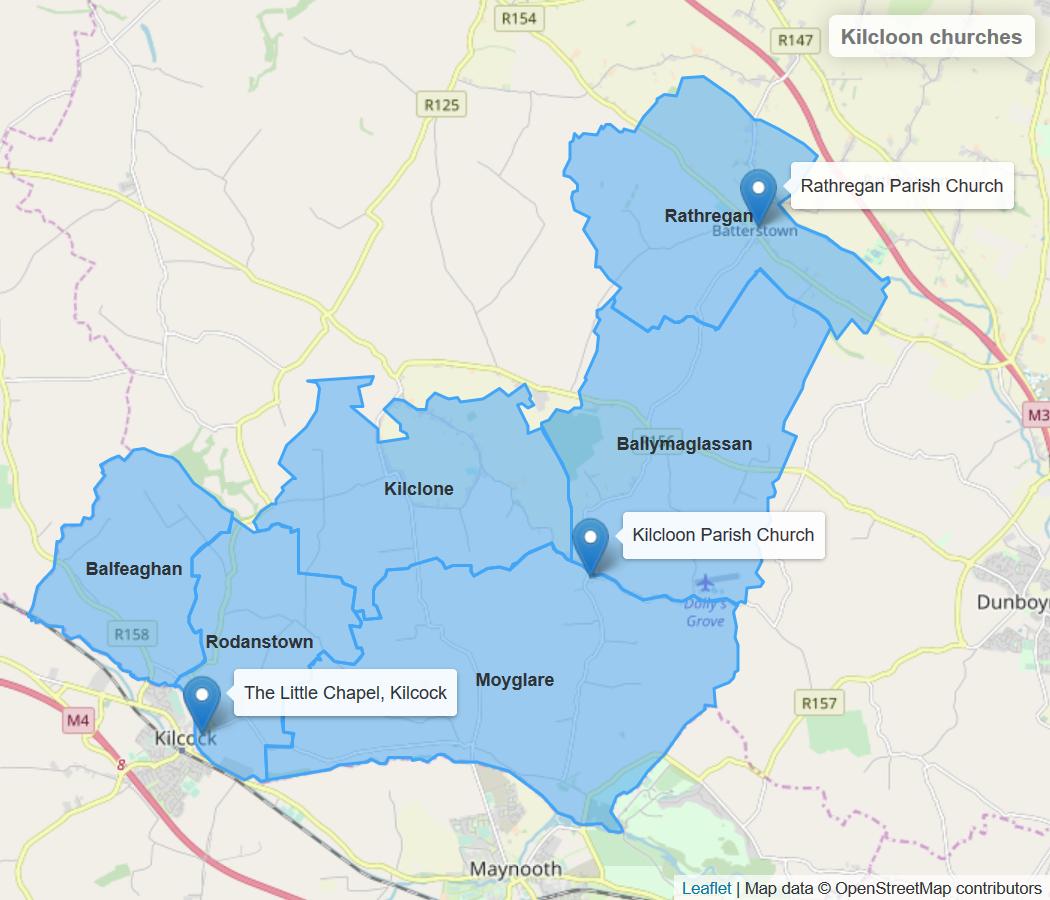
Églises.
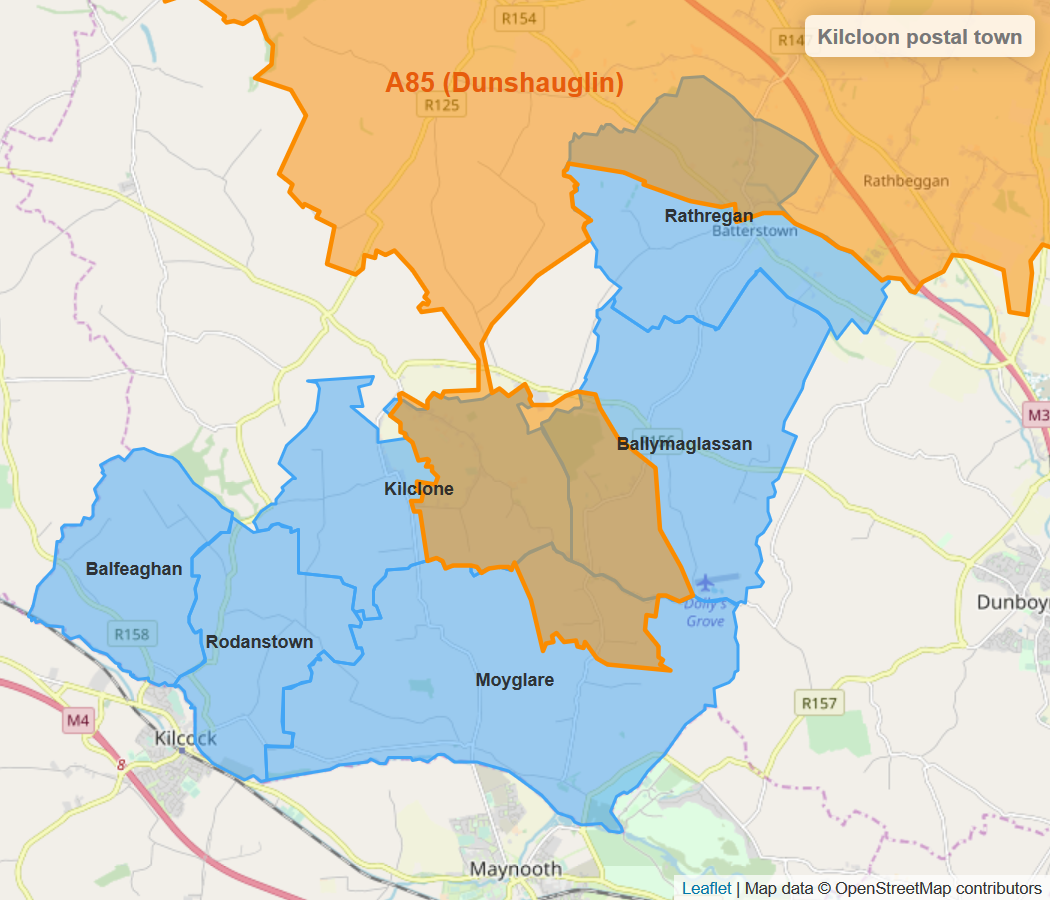
La poste (partie de l'A85 Eircode routing key).
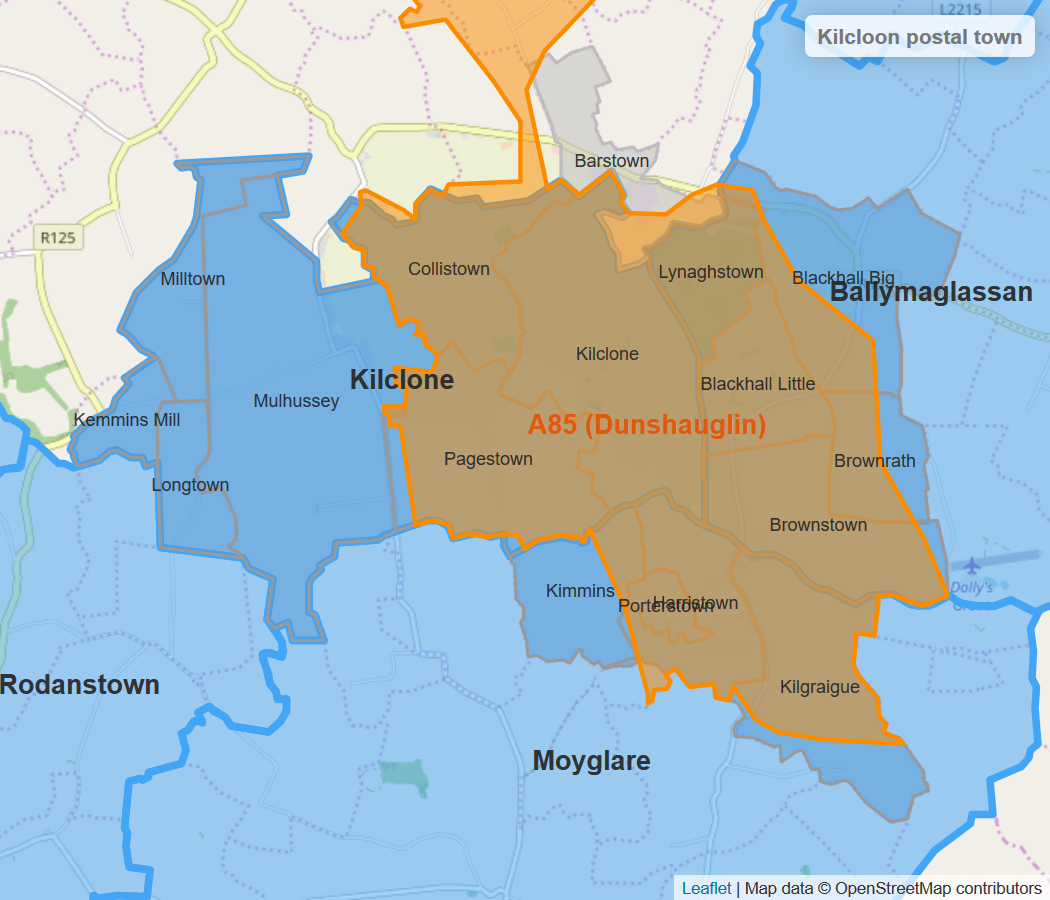
Townlands relevant du code postal de Kilcloon.
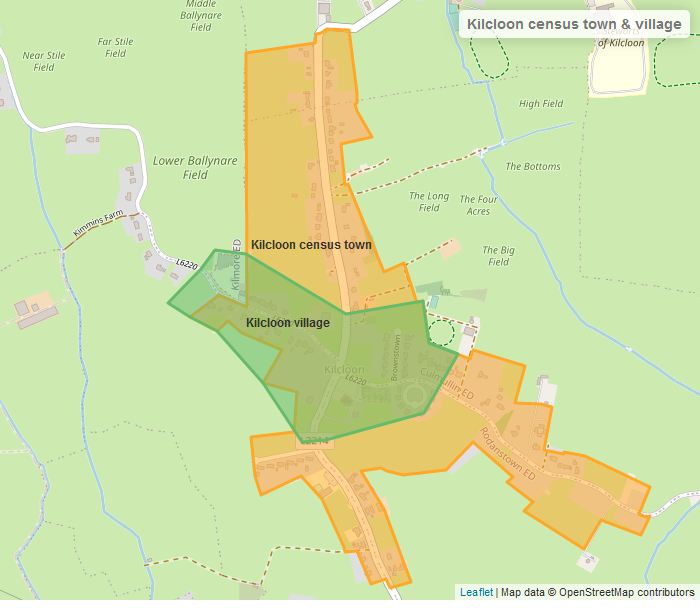
Zone recensée, ville et village de Kilcloon.
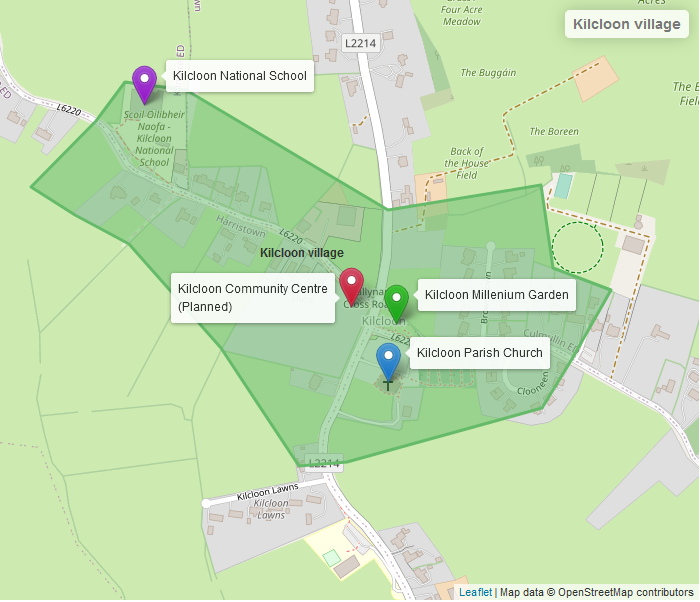
Le village en détail.

## Histoire

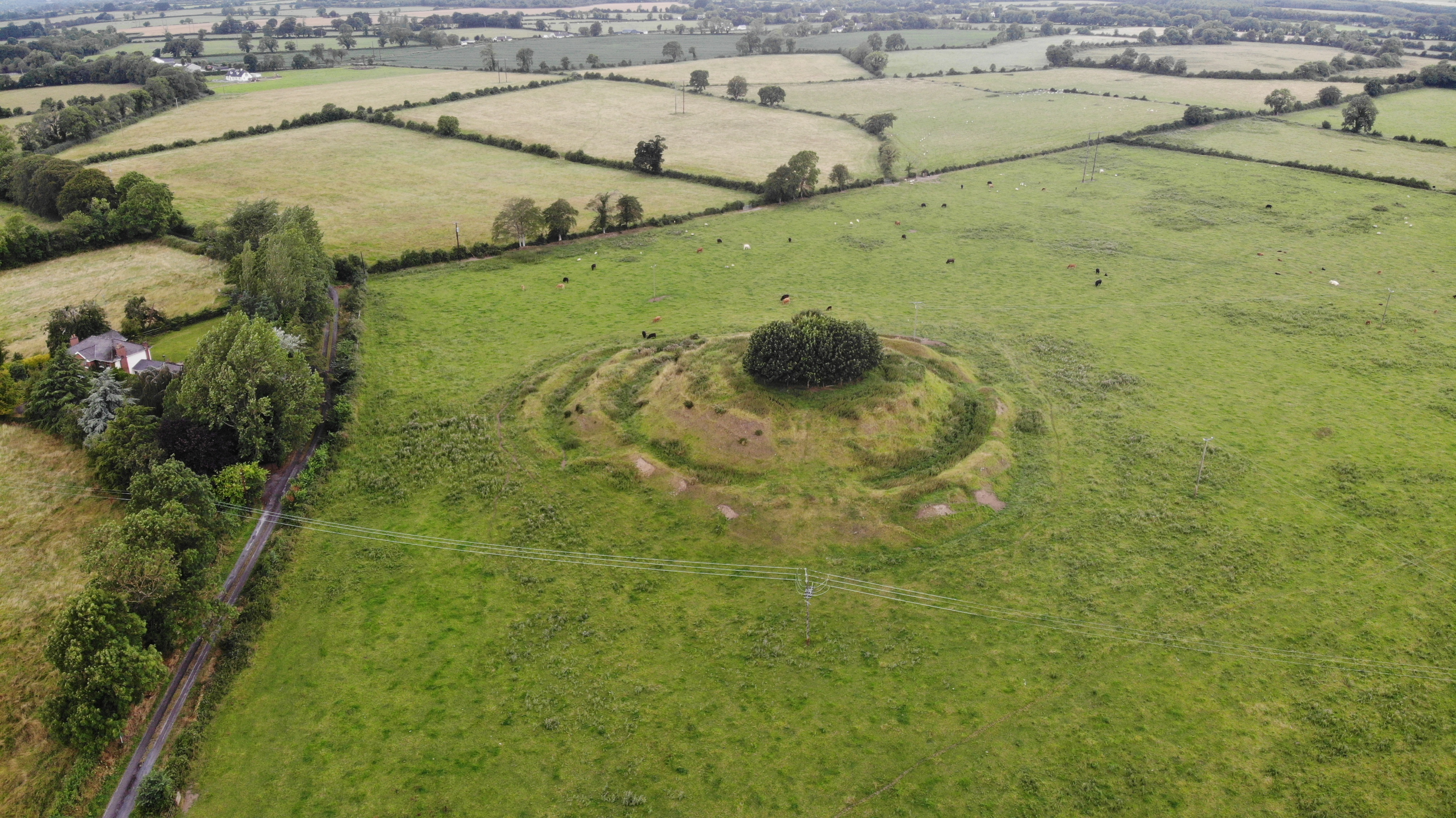
Ringfort dans le townland de Rodanstown.

Pendant près de 700 ans avant l'arrivée des Normands au XIIe siècle, la région a été occupée par des fermiers chrétiens. Il ne reste que très peu de traces de leur époque mais c'était une société agricole et les restes de ringforts de fermiers peuvent encore être vus disséminés dans la campagne.
Les Normands sous Hugh de Lacy ont provoqué des changements révolutionnaires dans l'ancien mode de vie gaélique. De Lacy créa plusieurs baronnies dans le Royaume de Meath. Les barons fondèrent à leur tour des manoirs et leurs paroisses associées au cours des 400 années suivantes. Chaque manoir était à son tour divisé en un certain nombre de townlands. Les manoirs de Kilclone (Mulhussey), Balfeighan et Rodanstown faisaient partie de la Baronnie de Deece dirigée par les Husseys du  Galtrim, tandis que les manoirs de Ballymaglassan et Rathregan faisaient partie de la Baronnie de Ratoath, le fief personnel de de Lacy. Moyglare faisait également partie de la baronnie de Deece mais en a été séparée lorsque Hugh de Hussey l'a rendue à de Lacy qui l'a ensuite donnée à Hugh Tyrell.
Les paroisses avaient généralement la même taille et les mêmes limites que les manoirs. Les prêtres et les églises étaient financés par les dîmes. Le contrôle des églises paroissiales et des revenus de la dîme a été confié aux monastères

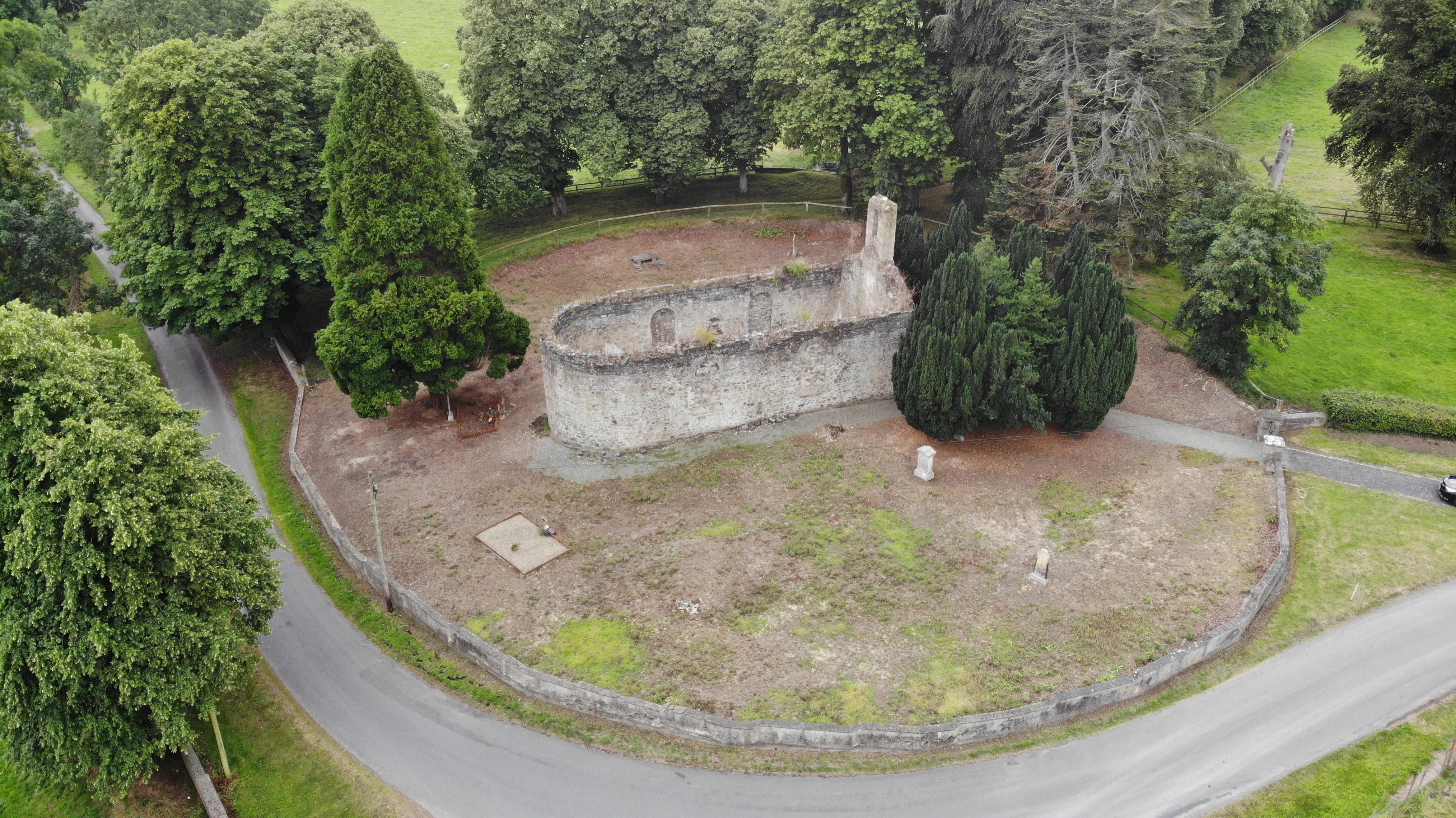
Ruines de la chapelle de Rodanstown.

Le système des baronnies, manoirs et paroisses a persisté jusqu'à la tourmente politique et religieuse en Angleterre provoquée par la  Réforme, les guerres civiles et l'introduction des Lois pénales aux XVIe et XVIIe siècles. Ces événements ont abouti à la confiscation des terres aux barons et à la suppression de l'Église catholique. Au XVIIIe siècle, les Husseys avaient pour la plupart disparu de la paroisse et seuls deux manoirs ont survécu intacts : Moyglare et Rathregan. Ballymaglassan n'est jamais devenu une seigneurie, mais appartenait à divers seigneurs dont les sièges seigneuriaux étaient ailleurs. Les églises étaient tombées en ruines.
Après l'échec de la Réforme en Irlande, la nouvelle paroisse de Kilcloon a été créée en 1704 en tant qu'union des six paroisses médiévales et un nouveau "popish, prêtre" a été nommé.
Les restes de plusieurs des églises paroissiales médiévales et des clochers du Moyen Âge se trouvent dans la paroisse.

## Services
La paroisse possède l'église paroissiale (église de St. Oliver Plunkett, Kilcloon) et des chapelles (église de l'Assomption, Batterstown et église de l'Assomption, Kilcock).
Le patron de l'église paroissiale est Oliver Plunkett, évêque et martyr, elle fut la première église dédiée à sa mémoire. [citation nécessaire] Une sculpture d'Oliver Plunkett est présente dans le Kilcloon Millennium Garden.

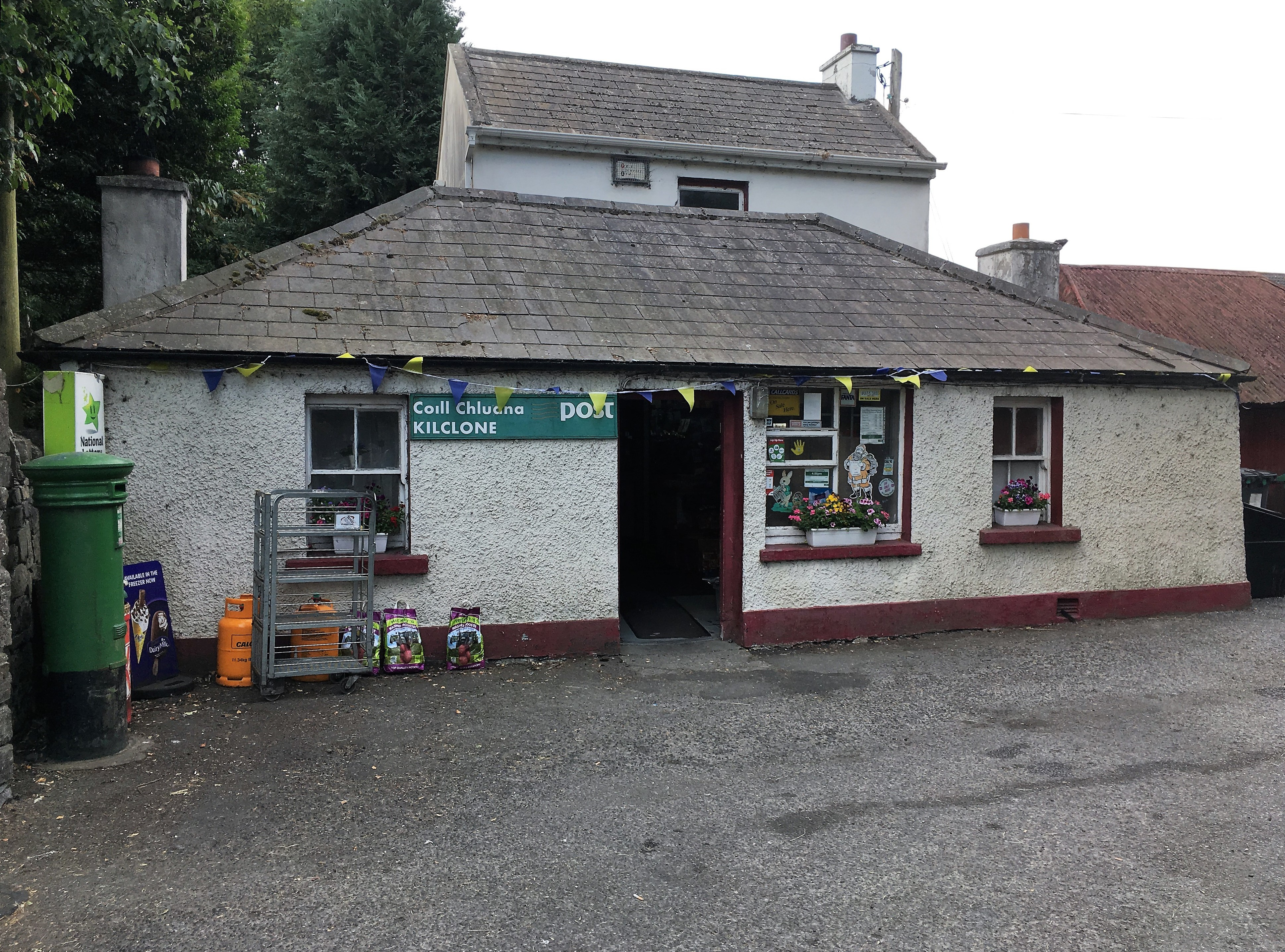
Bureau de poste de Kilclone.

Il y a trois écoles nationales dans la paroisse : Kilcloon, Mulhussey et Rathregan (Batterstown), ainsi qu'une école pour enfants autistes.
Un bureau de poste est situé près du village de Kilcloon (bureau de poste de Kilclone).
Une caisse populaire a été établie dans la paroisse de Kilcloon en 1972. Le siège social est situé à Kilcock avec un sous-bureau à Batterstown.
En 2018, le Meath County Council a validé la construction d'un centre communautaire de 426 mètres carrés, sur un site au centre du village de Kilcloon, ainsi qu'une autorisation pour 13 parcelles constructibles.
La paroisse abrite les clubs Blackhall Gaels GAAB (football gaélique), hurling et camogie. Le terrain principal du club est à Batterstown avec un deuxième terrain de football gaélique GAA à Collistown. Les terrains à Collistown portent les noms de Cyril O'Brien, Jack Fitzgerald et John Kelly.

## Personnalités
- Lisa Hannigan, chanteuse, auteur, a grandi à Kilcloon.
- William Conolly (1662-1729), politicien, légiste et propriétaire, réside à Rodanstown avant d'acheter Castletown en 1709[14]

## Gallery

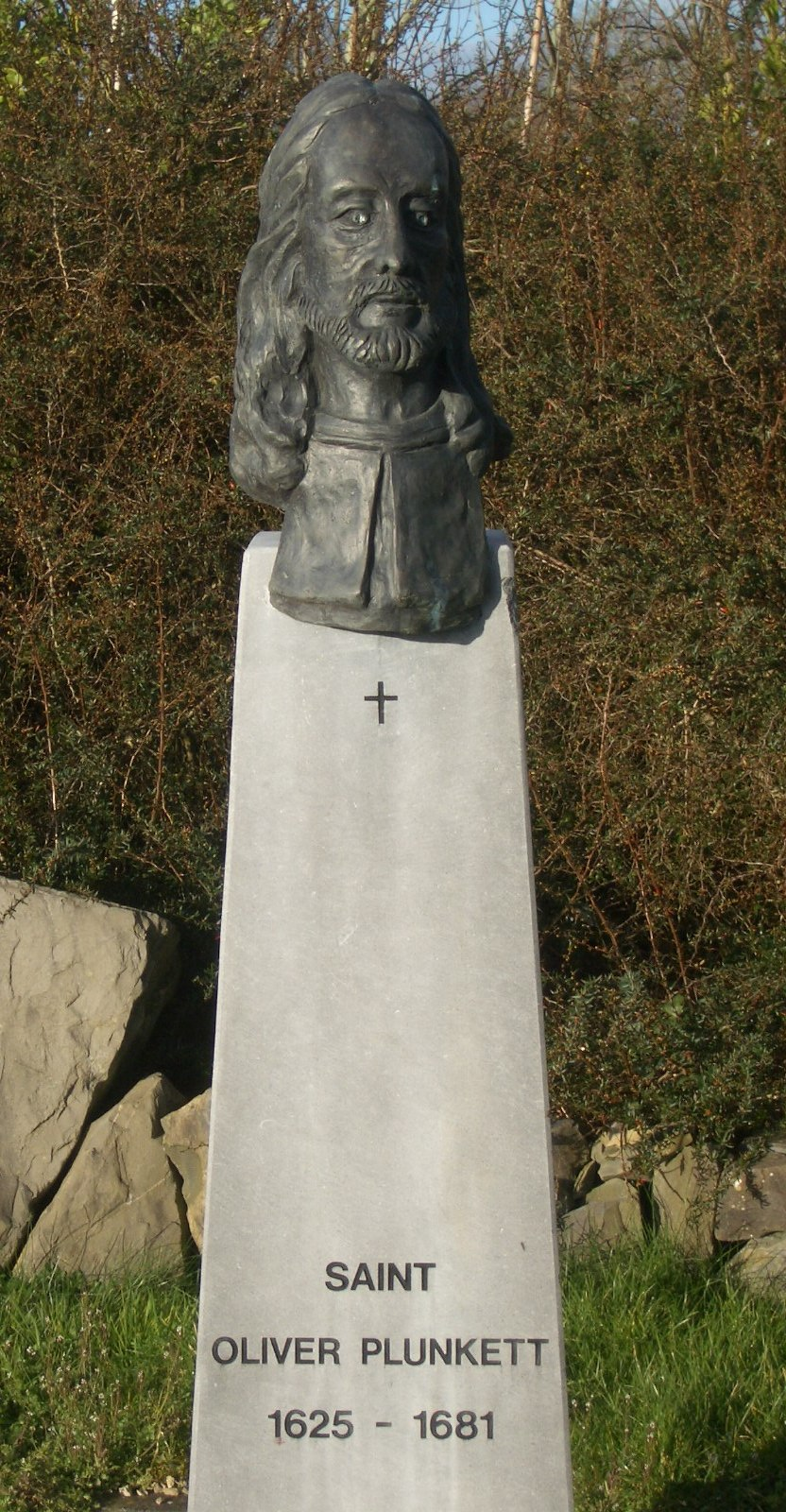
Bust d'Oliver Plunkett au Millennium Garden.
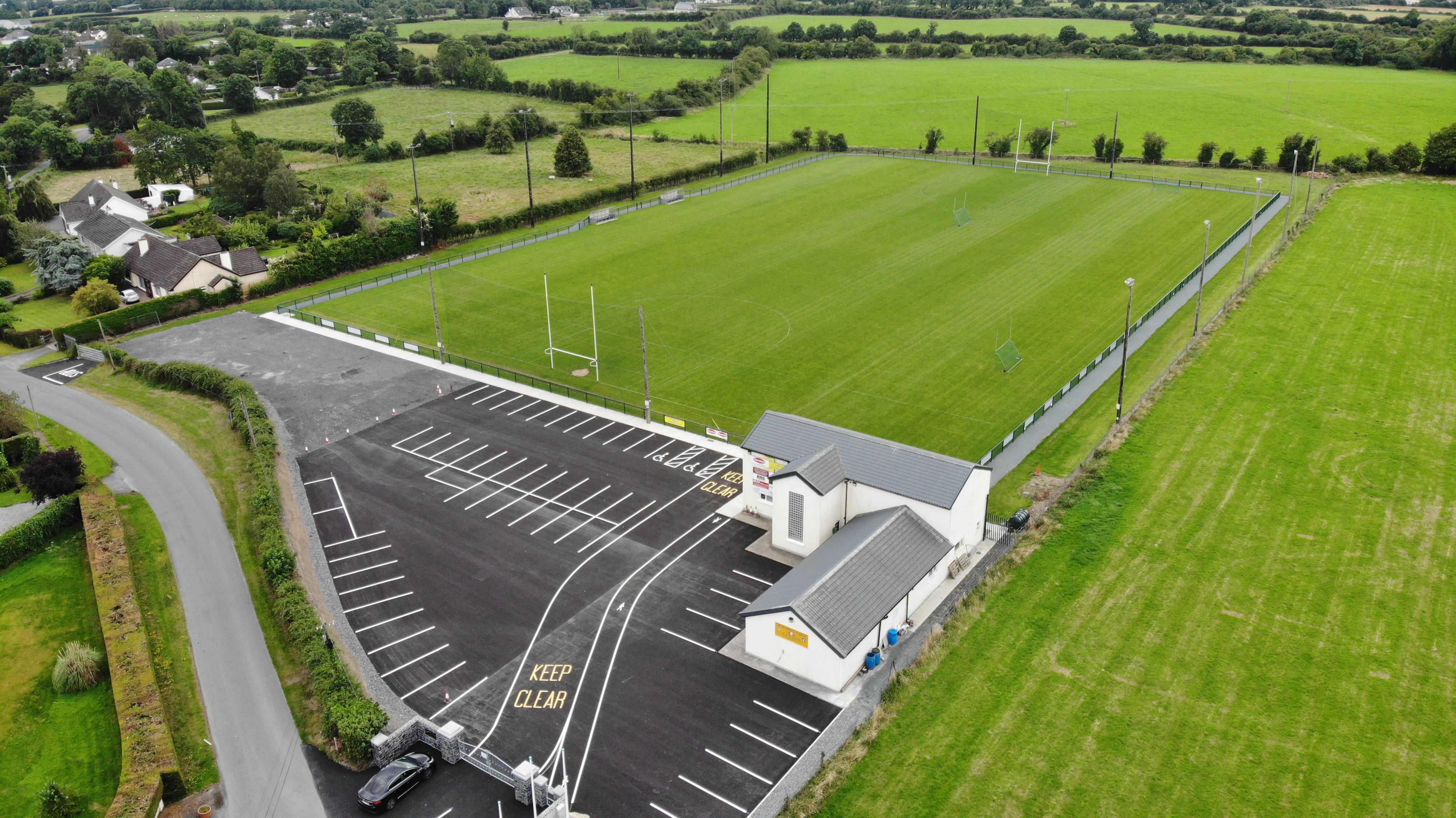
Parc Fitzgerald Kelly O'Brien.
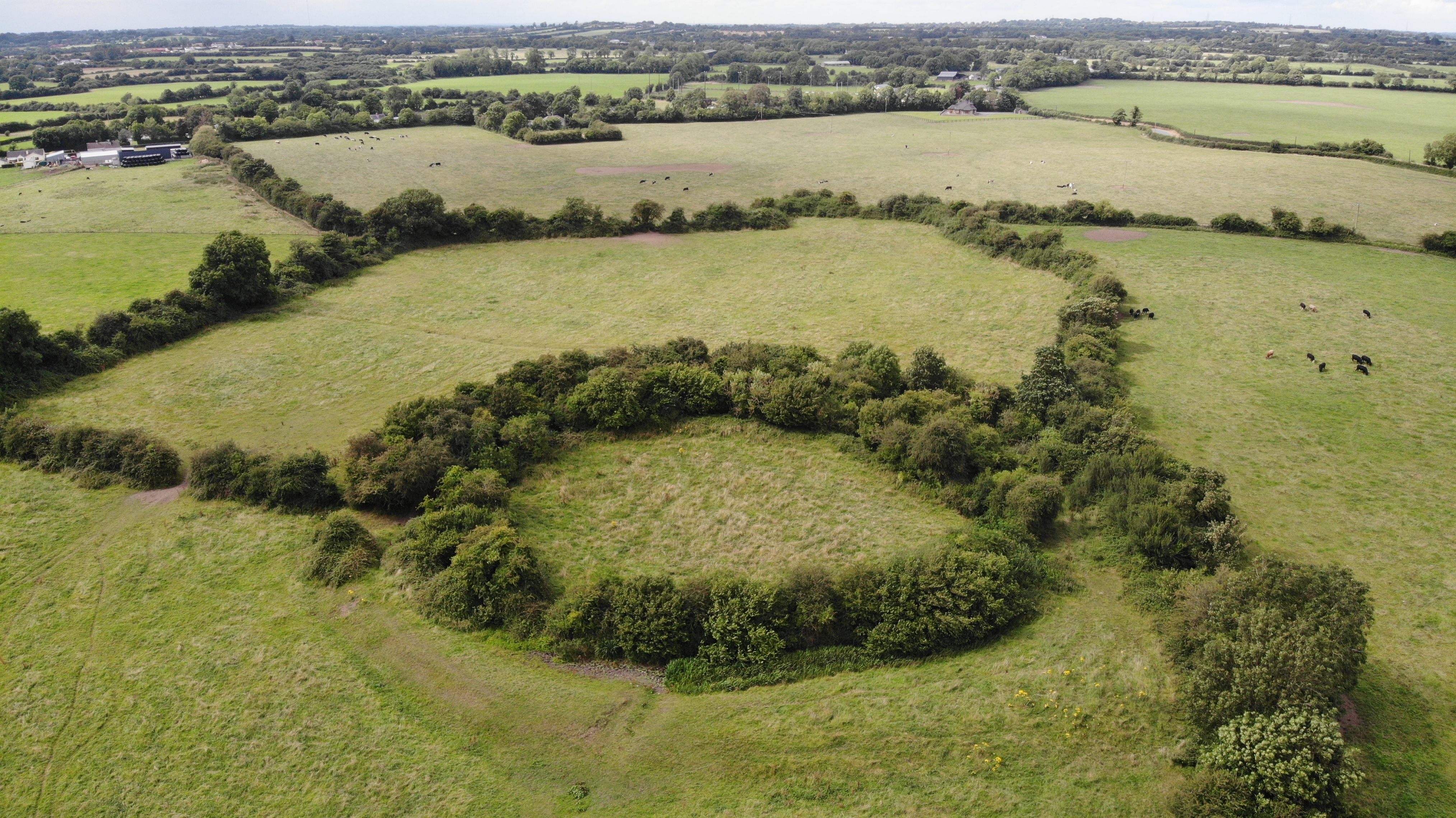
Motte castrale dans le townland de Kilclone.
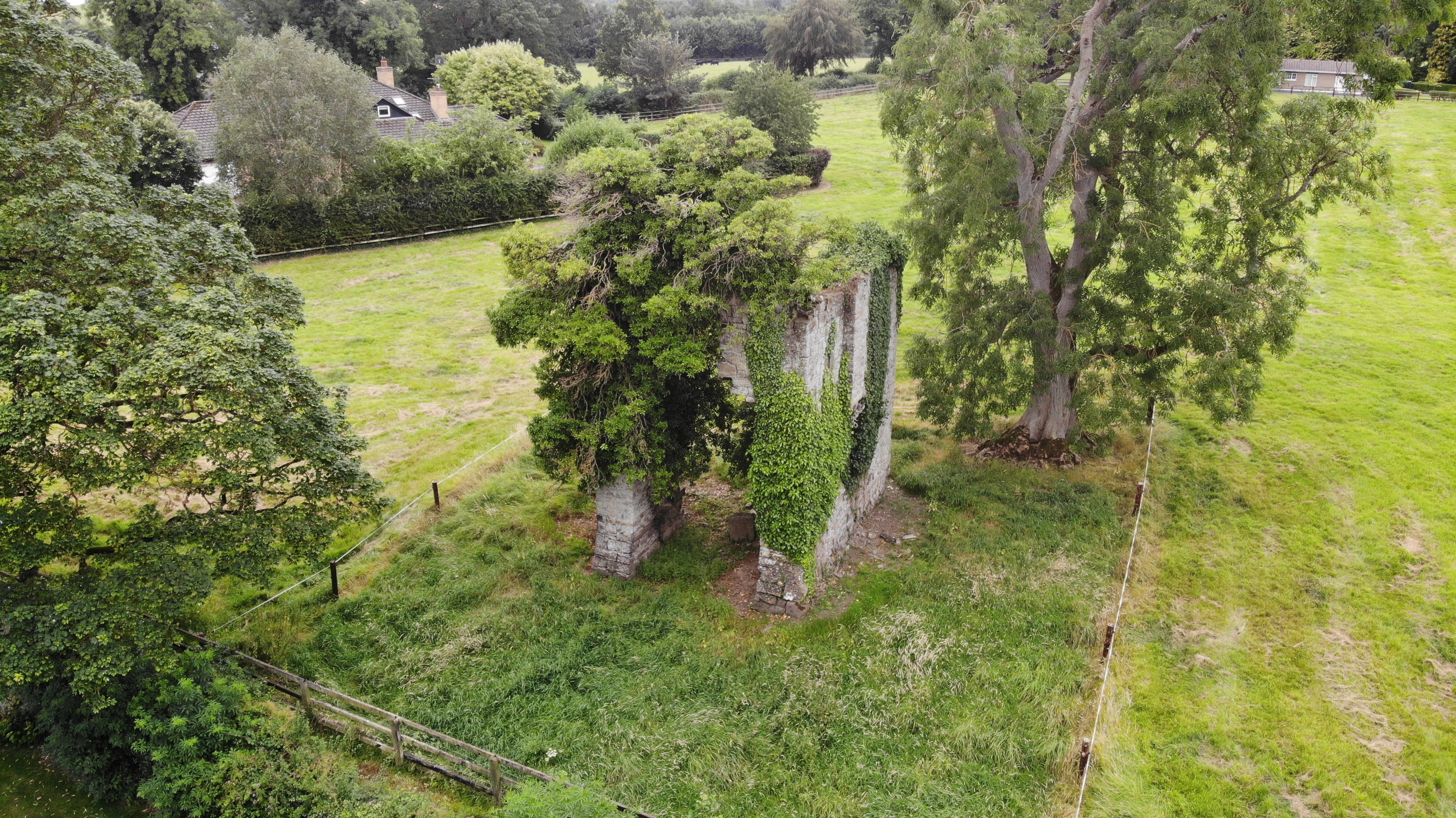
Ruines de Moyglare gateway.